# Флутершен
Флу́тершен (нем. Fluterschen) — община в Германии, в земле Рейнланд-Пфальц. 
Входит в состав района Альтенкирхен-Вестервальд. Подчиняется управлению Альтенкирхен.  Население составляет 702 человека (на 31 декабря 2010 года). Занимает площадь 3,36 км².